# Zamek w Owruczu
Zamek w Owruczu – historyczny, nieistniejący średniowieczny zamek położony w Owruczu (ukr. Овруч) – na Ukrainie.
Gród zdobyty przez księcia Giedymina w roku 1320. W 1545 odbudowany przez wojewodę kijowskiego Prońskiego. Za dzierżawy Józefa Hałeckiego Owrucz nazwany był Zamkiem Wruckim. W 1678 roku położony był na wzgórzu między dwiema drogami, otoczony wałem, ostrokołem i bagnem. Tu  odbywały się sejmiki wojewódzkie i popisy rycerstwa wojewódzkiego.